# Hal Gill

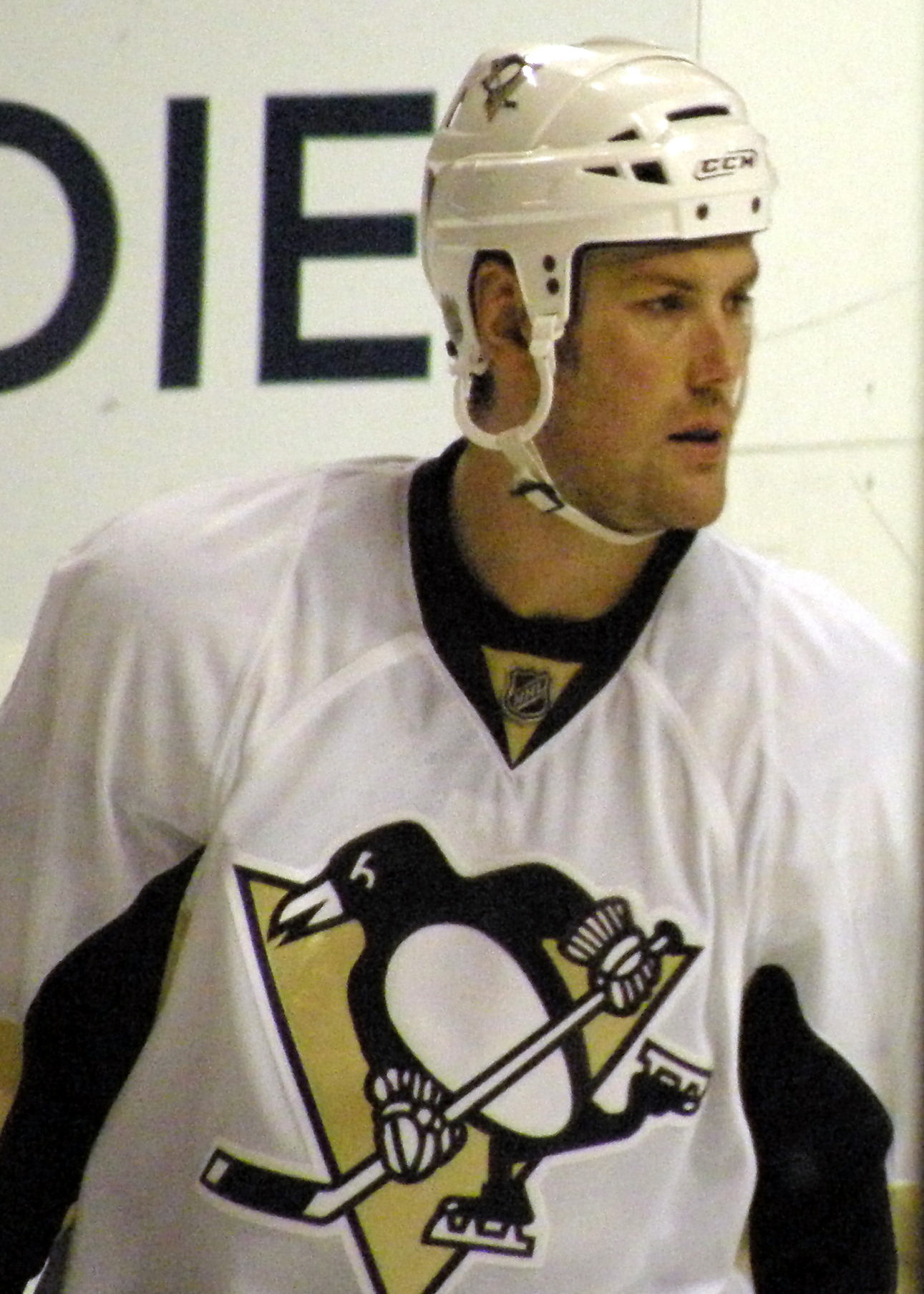
Gill i Pittsburgh 2008

Harold Priestley "Hal" Gill III, född 6 april 1975 i Concord, Massachusetts, är en amerikansk före detta professionell ishockeyspelare. Gill var med sina 201 cm och 114 kg en av NHL:s allra största spelare.
Hal Gill valdes av Boston Bruins först i åttonde rundan som 207:e spelare totalt i 1993 års NHL-draft. Efter fyra år med collegehockey debuterade han i NHL säsongen 1997–98. Gill spelade över 600 grundseriematcher i NHL för Bruins innan han den 1 juli 2006, som free agent, skrev på ett treårskontrakt med Toronto Maple Leafs. Den 4 juli 2013 valde Nashville att köpa ut Gill från sitt kontrakt till en kostnad av $1333333. Han har även spelat för Pittsburgh Penguins, med vilka han vann Stanley Cup säsongen 2008–09, Montreal Canadiens, Nashville Predators och Philadelphia Flyers.
Gill ingick i USA:s VM-trupp i ishockey åren 2000, 2001, 2004, 2005 och 2006.

## Statistik

### Klubbkarriär
| 1993–94    | Providence College  | NCAA       | 31   | 1  | 2   | 3   | 26  | —   | — | — | — | —  |
| 1994–95    | Providence College  | NCAA       | 26   | 1  | 3   | 4   | 22  | —   | — | — | — | —  |
| 1995–96    | Providence College  | NCAA       | 39   | 5  | 12  | 17  | 54  | —   | — | — | — | —  |
| 1996–97    | Providence College  | NCAA       | 35   | 5  | 16  | 21  | 52  | —   | — | — | — | —  |
| 1997–98    | Providence Bruins   | AHL        | 4    | 1  | 0   | 1   | 23  | —   | — | — | — | —  |
| 1997–98    | Boston Bruins       | NHL        | 68   | 2  | 4   | 6   | 47  | 6   | 0 | 0 | 0 | 4  |
| 1998–99    | Boston Bruins       | NHL        | 80   | 3  | 7   | 10  | 63  | 12  | 0 | 0 | 0 | 14 |
| 1999–00    | Boston Bruins       | NHL        | 81   | 3  | 9   | 12  | 120 | –   | – | – | – | –  |
| 2000–01    | Boston Bruins       | NHL        | 80   | 1  | 10  | 11  | 71  | –   | – | – | – | –  |
| 2001–02    | Boston Bruins       | NHL        | 79   | 4  | 18  | 22  | 77  | 6   | 0 | 1 | 1 | 2  |
| 2002–03    | Boston Bruins       | NHL        | 76   | 4  | 13  | 17  | 13  | 5   | 0 | 0 | 0 | 4  |
| 2003–04    | Boston Bruins       | NHL        | 82   | 2  | 7   | 9   | 99  | 7   | 0 | 1 | 1 | 4  |
| 2005–06    | Boston Bruins       | NHL        | 80   | 1  | 9   | 10  | 124 | –   | – | – | – | –  |
| 2006–07    | Toronto Maple Leafs | NHL        | 82   | 6  | 14  | 20  | 91  | –   | – | – | – | –  |
| 2007–08    | Toronto Maple Leafs | NHL        | 63   | 2  | 18  | 20  | 52  | –   | – | – | – | –  |
| 2007–08    | Pittsburgh Penguins | NHL        | 18   | 1  | 3   | 4   | 16  | 20  | 0 | 1 | 1 | 12 |
| 2008–09    | Pittsburgh Penguins | NHL        | 62   | 2  | 8   | 10  | 53  | 24  | 0 | 2 | 2 | 6  |
| 2009–10    | Montreal Canadiens  | NHL        | 68   | 2  | 9   | 11  | 68  | 18  | 0 | 1 | 1 | 20 |
| 2010–11    | Montreal Canadiens  | NHL        | 75   | 2  | 7   | 9   | 43  | 7   | 0 | 0 | 0 | 0  |
| 2011–12    | Montreal Canadiens  | NHL        | 53   | 1  | 7   | 8   | 29  | –   | – | – | – | –  |
| 2011–12    | Nashville Predators | NHL        | 23   | 0  | 5   | 5   | 8   | 5   | 0 | 0 | 0 | 0  |
| 2012–13    | Nashville Predators | NHL        | 32   | 0  | 0   | 0   | 12  | –   | – | – | – | –  |
| 2013–14    | Philadelphia Flyers | NHL        | 6    | 0  | 0   | 0   | 2   | 1   | 0 | 0 | 0 | 0  |
| NHL totals | NHL totals          | NHL totals | 1108 | 36 | 148 | 184 | 962 | 111 | 0 | 6 | 6 | 68 |